# メルゲルヤンの定理
メルゲルヤンの定理(Mergelyan's theorem)は、複素解析の有名な結果で、アルメニアの数学者、セルゲイ・メルゲルヤン(Sergei Nikitovich Mergelyan)により1951年に証明された。メルゲルヤンの定理は、次のような定理である。
K を複素平面のコンパクト部分集合であって {\displaystyle \mathbb {C} \setminus K} が連結であるようなものとする。このとき、連続函数 f: K → C であって K の内部 int(K) への f の制限が正則となるものはすべて、K 上で多項式により一様に近似することができる。
メルゲルヤンの定理は、ヴァイエルシュトラスの近似定理やルンゲの定理を突き詰めた一般化であり、多項式近似の古典的な問題の完全な解答を与える。
{\displaystyle \mathbb {C} \setminus K} が連結ではない場合は、最初の近似問題において多項式を有理函数で置き換えなければならない。この有理近似問題の解の重要なステップもまたメルゲルヤンにより1952年に提案された。有理近似のより深い結果は、特にアナトリー・ヴィトゥシュキン (Anatoli Vitushkin) により得られた。
ヴァイエルシュトラスやルンゲの定理は1885年以前に得られていることに対し、メルゲルヤンの定理は1951年に得られた。かなりの時間差があることは驚くべきことではない、なぜならばメルゲルヤンの定理の証明はメルゲルヤンにより考案された新しい強力な手法に基づいているからである。ヴァイエルシュトラスやルンゲ以後、多くの数学者（特に、ジョゼフ・レオナルド・ワルシュ (Joseph Leonard Walsh) やムスチスラフ・ケルディシュ (Mstislav Keldysh) やミハイル・ラヴレンチェフ (Mikhail Lavrentyev)）は、同じ問題に挑戦していた。メルゲルヤンにより提示された証明の方法は構成的で、今でも唯一知られている構成的な証明である。